# Gonospora testiculi
Gonospora testiculi is een soort in de taxonomische indeling van de Myzozoa, een stam van microscopische parasitaire dieren. Het organisme komt uit het geslacht Gonospora en behoort tot de familie Urosporidae. Gonospora testiculi werd in 1916 ontdekt door Tregouboff.